# Ablerus capensis
Ablerus capensis är en stekelart som först beskrevs av Howard 1907.  Ablerus capensis ingår i släktet Ablerus och familjen växtlussteklar. Inga underarter finns listade i Catalogue of Life.